# Jiana
Jiana là một xã thuộc hạt Mehedinți, România. Dân số thời điểm năm 2002 là 5091 người.